# 다나카 키누요
다나카 키누요(일본어: 田中 絹代, 1909년 11월 29일 ~ 1977년 3월 21일)는 일본의 배우, 영화 감독이다. 제25회 베를린 국제 영화제 은곰상 여자연기자상 수상자이다.

## 출연 작품
- 삼파 (1974)
- 산다칸 8번 창관 (1974)
- 남자는 괴로워 10 - 토라의 꿈은★이루어진다! (1972)
- 붉은 수염 (1965)